# Chevrolet Camaro (quatrième génération)
Cet article concerne Chevrolet Camaro de quatrième génération. Pour des informations générales sur la Camaro, voir Chevrolet Camaro.
Pour les articles homonymes, voir Chevrolet Camaro (homonymie).
 (février 2020).
La mise en forme du texte ne suit pas les recommandations de Wikipédia : il faut le « wikifier ».
Les points d'amélioration suivants sont les cas les plus fréquents :
- Les titres sont pré-formatés par le logiciel. Ils ne sont ni en capitales, ni en gras.
- Le texte ne doit pas être écrit en capitales (les noms de famille non plus), ni en gras, ni en italique, ni en « petit »…
- Le gras n'est utilisé que pour surligner le titre de l'article dans l'introduction, une seule fois.
- L'italique est rarement utilisé : mots en langue étrangère, titres d'œuvres, noms de bateaux, etc.
- Les citations ne sont pas en italique mais en corps de texte normal. Elles sont entourées par des guillemets français : « et ».
- Les listes à puces sont à éviter, des paragraphes rédigés étant largement préférés. Les tableaux sont à réserver à la présentation de données structurées (résultats, etc.).
- Les appels de note de bas de page (petits chiffres en exposant, introduits par l'outil «  Source ») sont à placer entre la fin de phrase et le point final[comme ça].
- Les liens internes (vers d'autres articles de Wikipédia) sont à choisir avec parcimonie. Créez des liens vers des articles approfondissant le sujet. Les termes génériques sans rapport avec le sujet sont à éviter, ainsi que les répétitions de liens vers un même terme.
- Les liens externes sont à placer uniquement dans une section « Liens externes », à la fin de l'article. Ces liens sont à choisir avec parcimonie suivant les règles définies. Si un lien sert de source à l'article, son insertion dans le texte est à faire par les notes de bas de page.
- La présentation des références doit suivre les conventions bibliographiques. Il est recommandé d'utiliser les modèles {{Ouvrage}}, {{Chapitre}}, {{Article}}, {{Lien web}} et/ou {{Bibliographie}}. Le mode d'édition visuel peut mettre en forme automatiquement les références.
- Insérer une infobox (cadre d'informations à droite) n'est pas obligatoire pour parachever la mise en page.

Pour une aide détaillée, merci de consulter Aide:Wikification.
Si vous pensez que ces points ont été résolus, vous pouvez retirer ce bandeau et améliorer la mise en forme d'un autre article.

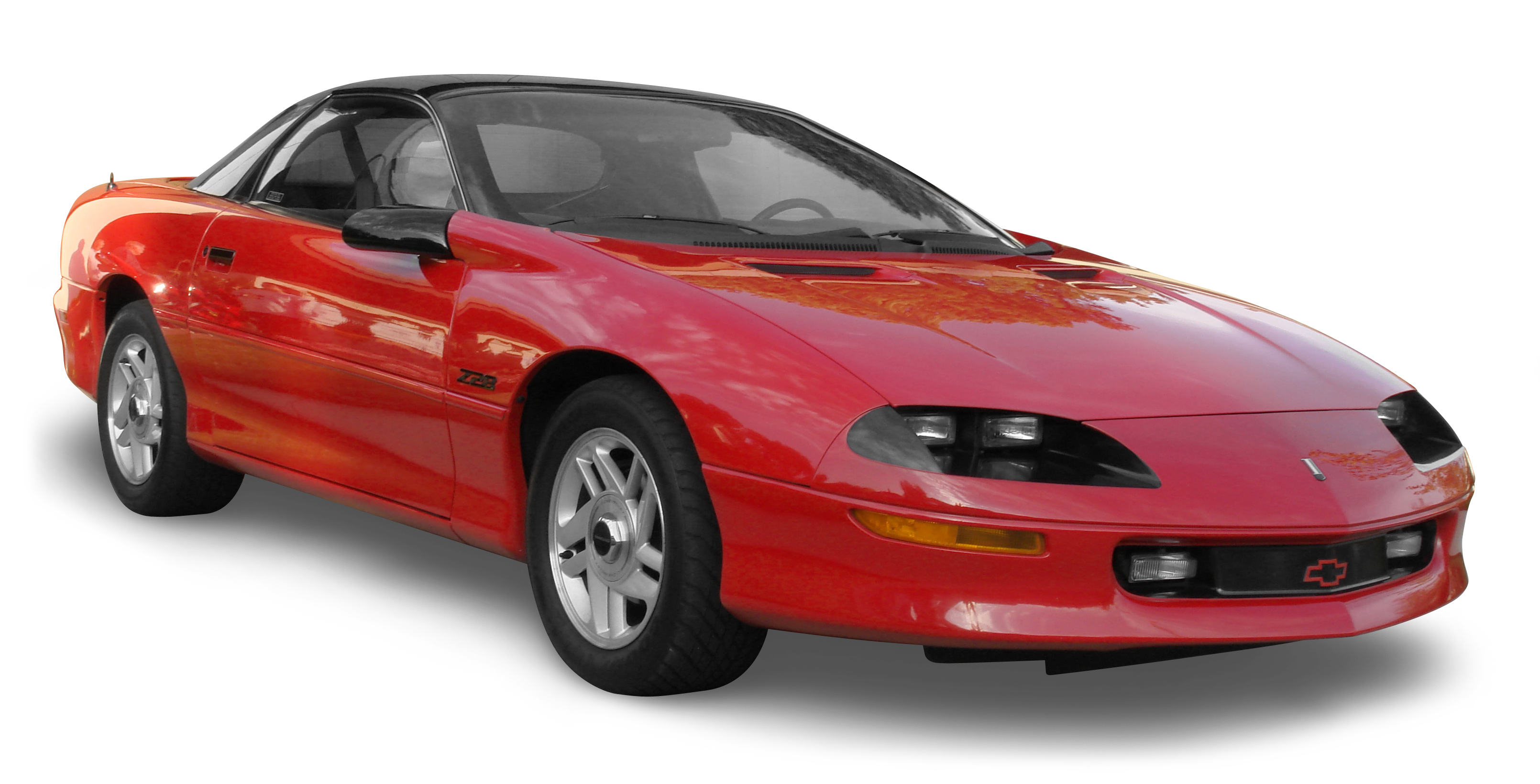
Image d'une Chevrolet Camaro rouge 1993 modèle Z28

La quatrième génération de la Chevrolet Camaro a été produite par le constructeur automobile américain Chevrolet pour les années modèles 1993 à 2002 ; bien que les 30 derniers modèles aient été vendus officieusement en 2003. Elle a été introduite sur une plate-forme F-body mise à jour, mais conserverait la même caractéristique depuis l'introduction de la première génération en 1967 ; 2 portes, 2 + 2 places, coupé (avec toit en T en option) ou carrosseries convertibles, traction arrière, et un choix de motorisations V6 et V8 à tige de poussée. La Camaro a été rafraîchie et révisée en 1998 avec des changements extérieurs et de moteur. La quatrième génération de la Camaro poursuit sa production jusqu'en 2002, année où General Motors a cessé la production en raison de la baisse des ventes, de la détérioration du marché des coupés sport et de la surcapacité de l'usine,.

## 1993
La quatrième génération de la Camaro a été introduite en janvier 1993, en tant que modèle de 1993. La production a été transférée de l'usine d'assemblage de GM à Van Nuys en Californie à Sainte-Thérèse, Québec, Canada à partir de novembre 1992. La nouvelle conception a incorporé un Sheed Moulding Compound (SMC) en fibre de verre et résine polyester coupés pour le toit, le hayon, les portes et le becquet. La conception des suspensions avant et arrière a été améliorée par rapport à sa prédécesseure. Les modèles de base étaient propulsés par un moteur V6 à poussoir de 3,4 L développant 162 ch (119 kW) et équipé d'une transmission manuelle à 5 vitesses de série. La boîte automatique 4 vitesses 4L60 était en option. Tous les modèles étaient livrés avec un logo Chevrolet rouge sur la calandre. 1993 était la seule année où les instruments intérieurs avaient un lettrage jaune (c'est une façon de distinguer les modèles de 1993 de ceux de 1994 qui avaient un lettrage intérieur blanc).

### Z28
Le modèle Z28 haute performance est livré avec des doubles embouts d'échappement rectangulaires pour la distinguer des modèles de base. La Z28 était équipée du moteur V8 LT1 de 5,7 L à tige de poussée d'une puissance de 279 ch (205 kW) et d'un couple de 441 N m qui avait été introduit sur la Corvette un an plus tôt. Le moteur V8 était livré en standard avec une transmission automatique 4L60, bien que la transmission manuelle à six vitesses Borg-Warner T56 était une option gratuite. En 1993, la Camaro Z28 a été choisie comme pace car pour l'Indianapolis 500. Une finition spéciale "pace car edition" a été introduite la même année et comportait un lettrage "Indy 500" sur un schéma de couleurs de carrosserie noir et blanc avec des rayures multicolores et des roues peintes en blanc. 633 unités ont été fabriquées.

## 1994
Plusieurs modifications ont été apportées pour l'année modèle 1994. La transmission automatique 4L60 commandée et actionnée mécaniquement a été remplacée par la 4L60E commandée et actionnée électroniquement, qui était partagée avec d'autres véhicules GM équipés de V8, tels que le Tahoe. En conséquence, l'ordinateur de bord de la voiture a été modifié pour ne plus traiter que le moteur comme en 1993 (ECM), pour contrôler à la fois le moteur et la transmission sur les modèles automatiques (PCM).
L'ordinateur en 1993 été exécuté via le système de densité de vitesse, qui mesuré la vitesse du moteur (RpM) et la charge (MAP en kPa) pour calculer les exigences de débit d'air, puis les utiliser par rapport au tableau VE (Volumetric Efficiency) pour obtenir les lectures appropriées afin d'avertir le chauffeur au sujet du ravitaillement. Un IAT (capteur d'Intake Air Temperature) été également utilisé lorsque la densité de l'air changeait avec la température. En 1994 cependant, la logique informatique a été changée pour un système de débit d'air massique. Ce système utilise un capteur de débit d'air massique placé devant la carrosserie pour mesurer le flux d'air entrant dans le moteur en utilisant un capteur à fil chauffé dans le chemin du flux d'air, qui chassé la chaleur via l'air entrant. La chaleur réduite est convertie en un signal de tension, lu par le PCM qui interprète ce signal de tension comme un débit massique. L'ordinateur utilise des capteurs de moteur pour évaluer les conditions du moteur et fournir le carburant approprié à partir de cette lecture du débit d'air massique. Une autre différence importante entre les systèmes de 1993 et 1994 est la façon dont la programmation (ou le réglage personnalisé) de l'ordinateur a lieu. En 1993, l'ordinateur utilisé une puce Memcal amovible indispensable pour faire fonctionner les systèmes. En 1994, celui-ci a été remplacé par une puce réfléchissante non amovible, qui peut être reprogrammée via l'Assembly Line Diagnostic Link (ALDL) situé sous le côté conducteur du tableau de bord, à côté de la console centrale.
Les graphiques des jauges du tableau de bord sont passés du jaune au blanc. Il y avait également une place dans le groupe de jauges indiquant ASR off. Bien que GM ait eu l'intention d'installer l'ASR ou Acceleration Slip Regulation (appelé «TCS» par Pontiac) dans les modèles F-body de 1994, il n'est jamais entré en production avant 1995. La Z28 a reçu des freins avant mis à jour et les ventilateurs de refroidissement ont été changés en milieu d'année d'une configuration parallèle à une configuration en série. À faible TpM, les deux ventilateurs fonctionnaient sur 6 V, mais sur TpM élevé, les deux fonctionnaient sur 12 V. Les performances du Z28 incluent les temps d'accélération de 0 à 97 km/h en 5,7 secondes et le quart de mile (402 m) en 14,2 secondes.

## 1995
En 1995, le moteur V6 3800 série II a rejoint le moteur V6 3,4 L proposé sur les modèles de base, ce qui a permis aux acheteurs de choisir deux moteurs V6 pour la première fois. Le moteur 3800 avait une puissance de 203 ch (149 kW) et remplacerait éventuellement le moteur V6 3,4 L en raison de sa nature plus raffinée. Le V8 LT1 avait une puissance de 279 ch (205 kW). La variante haute performance de la Z28 appelée Z28 SS n'a été introduite qu'en 1996 en collaboration avec SLP Engineering avec le moteur réglé pour avoir une puissance de 309 ch (227 kW). Des roues de 17 pouces sont également devenues disponibles en option.

## 1996
1996 a vu des révisions mécaniques mineures, ainsi que de petits gains de puissance des nouvelles commandes de moteur conformes OBD II. Tous les modèles de base étaient désormais équipés du moteur V6 3800 série II d'une puissance de 203 ch (149 kW). Le nouvel ensemble de roues et de pneus de la SS a permis une meilleure maniabilité et un meilleur freinage par rapport au Z28. Les voitures Super Sport convertibles avaient cependant des roues de style ZR1 de 16 pouces. Le modèle Y87 était également disponible cette année pour le modèle V6, qui comprenait un différentiel à glissement limité Auburn, de meilleurs pneus, deux embouts d'échappement, des freins à disque aux 4 roues, un rapport de direction plus sportif et un rapport de vitesse plus agressif dans le différentiel pour voitures équipées de transmission automatique.

## 1997
Pour l'année modèle 1997, la Camaro comportait un nouvel intérieur et des feux arrière tricolores qui seraient de série sur tous les modèles de 1997 à 2002. Un ensemble de finitions "30th Anniversary Limited Edition", commémorant les 30 ans depuis le lancement de la Camaro, a été ajouté à la gamme, qui comprenait des bandes orange uniques sur une peinture de base blanche. Elle n'était disponible que sur les modèles Z28 et SS. Une Camaro 30th Anniversary peut être identifiée par le code RPO Z4C sur l'étiquette de garniture. Au total, 979 modèles 30th Anniversary ont été fabriqués en 1997. Les nouvelles jantes de 16 pouces à 5 branches sont devenues standard sur la Z28 cette année (style ZR-1 de 17 pouces sur les modèles coupé SS) disponibles en poli, en chrome ou en blanc (uniquement sur les modèles 30th Anniversary), remplaçant la conception précédentes de style turbine à 10 rayons.

### SS 30th Anniversary LT4
108 modèles 30th Anniversary supplémentaires ont été modifiés par l'équipement SLP Engineering avec le moteur V8 LT4 d'une puissance de 335 ch (246 kW) et 461 N m de couple. 100 voitures ont été attribuées au marché américain tandis que 6 voitures ont été vendues à des acheteurs canadiens. Les 2 autres étaient des prototypes. Ces modèles ont le code RPO R7T. Le LT4 était la Camaro fabriquée en usine la plus rapide du marché, ainsi que la plus chère à 40 000 $ US.

## 1998
Pour l'année modèle 1998, la Camaro a reçu un lifting et a maintenant un nouveau clip avant. Cela a remplacé le quatuor des phares carrés encastrés. Le moteur LT1 a été remplacé par le tout nouveau moteur V8 LS1 de 5,7 L d'une puissance de 309 ch (227 kW), qui avait également été introduit dans la toute nouvelle Corvette C5. Le nouveau moteur comportait un bloc-cylindres en aluminium avec des manchons en fer, réduisant le poids d'environ 43 kg par rapport au moteur LT1 à bloc de fer. 1998 a été la seule année au cours de laquelle les modèles propulsés par le moteur LS1 disposaient d'une véritable jauge de température du liquide de refroidissement. Des modifications mineures ont été apportées à la suspension et les freins ont été augmentés en taille. La production totale pour 1998 n'était que de 48 495 unités au total. C'est la première année que le modèle SS est fabriqué uniquement par Chevrolet en vingt ans.

## 1999
L'année modèle 1999 n'a vu que quelques modifications mineures apportées à la Camaro. Il s'agit notamment de l'introduction de nouvelles couleurs telles que "Hugger Orange". Les réservoirs de carburant étaient maintenant en plastique avec une capacité de 64 litres au lieu des unités métalliques précédentes qui avaient une capacité de 59 litres. Les couvercles de soupape des modèles propulsés par le moteur LS1 sont passés à un style à boulon central et le contrôle de traction est désormais disponible sur les modèles V6. Un nouveau voyant "changement d'huile" a été ajouté au combiné d'instruments lorsque General Motors a présenté ses premiers systèmes de surveillance de la durée de vie de l'huile. Les jauges de température du liquide de refroidissement ont été remplacées par une jauge factice. Un différentiel Torsen a été ajouté pour les modèles Z28 et SS. 1999 a été la dernière année modèle pour l'option de performance RPO 1LE qui comprenait des amortisseurs réglables d'usine Koni, des ressorts plus rigides, des barres anti-roulis avant et arrière plus grandes et des coussinets de suspension plus rigides.

## 2000
Les changements pour 2000 étaient également de nature essentiellement cosmétique. Le Monterey Maroon Metallic a été ajouté en tant que couleur optionnelle, similaire au Medium Patriot Red précédemment disponible. La SS, cependant, n'était pas disponible dans cette couleur. La couleur extérieure noire a été renommée Ebony. Auparavant, tous les modèles propulsés par un V8 avaient des rétroviseurs latéraux peints de cette couleur. Un nouveau volant à quatre branches, comme dans d'autres modèles GM de l'époque, a été introduit pour remplacer le volant à deux branches datant des modèles de 1993. De nouvelles roues à 10 rayons de 16 pouces sont devenues disponibles, mais les anciennes roues à 5 rayons étaient toujours en option. Les modèles de base étaient livrés avec des roues en acier de 16 pouces avec enjoliveurs. Le moteur V6 de 3,8 L et le moteur V8 LS1 de 5,7 L ont continué sans changement.

## 2001
2001 s'est avérée être l'année de production la plus basse pour la Camaro avec 29 009 unités construites. Cela était partiellement dû à une fin de production plus tôt que d'habitude pour commencer à travailler sur les modèles 35th Anniversary commémorant les 35 ans de la Camaro. Les modèles Z28 et SS ont reçu le collecteur d'admission du moteur LS6, utilisé sur la Z06 de 2001 à 2004 et la première génération de Cadillac CTS-V de 2004 à 2005. Ce changement a également entraîné une révision du profil d'arbre à cames et la suppression du système EGR. Chevrolet a également introduit un nouveau cylindre récepteur pour l'embrayage supérieur au design des années précédentes, ainsi qu'un embrayage LS6 dans les modèles manuels. En conséquence, la puissance du moteur a été augmentée à 314 ch (231 kW) pour la Z28 et 330 ch (242 kW) pour la SS qui a également ajouté un refroidisseur de direction assistée. SLP Engineering a réintroduit le modèle RS cette année, qui comprenait des bandes rallye et un système d'admission d'air froid de série ainsi que l'échappement de décollage des Z28 dans leurs conversions SS.

## 2002
La dernière Camaro de quatrième génération a été construite le 27 août 2002, après quoi l'usine de Boisbriand, située dans la province de Québec juste à l'extérieur de Montréal, a fermé ses portes. La production totale pour 2002 était de 42 098 unités.
La division Performance de GM a dévoilé un véhicule d'exposition Z28 lors de la croisière Woodward Dream 2002 comme un coup d'envoi pour les 35 ans de l'héritage de la Camaro. Elle imitée les véhicules de l'équipe de course Penske-Sunoco des TransAm des années 1960 et 1970. La finition 35th Anniversary était également disponible pour la SS.